# Colle néoprène
Ne doit pas être confondu avec Néoprène.

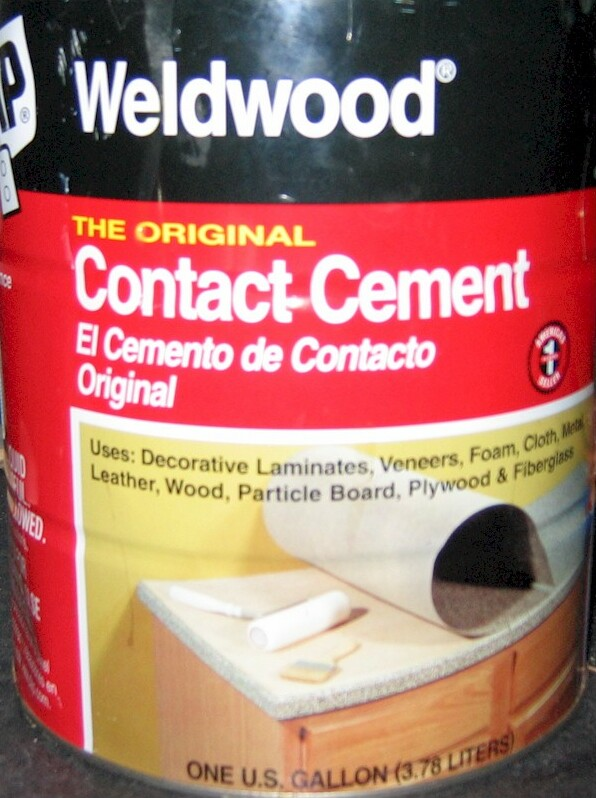
Weldwood Contact-cement.

La colle néoprène est un type de colle, surtout utilisée pour coller des mousses plastiques, des stratifiés, des panneaux métalliques.
Elle permet aussi d'assembler des supports de nature différentes (métal sur bois, liège sur plâtre, bois sur ciment, etc.).

## Particularités
D'une capacité adhésive élevée, résistant à l'humidité, elle doit être appliquée en couche mince.

## Présentation
Les contacts néoprène existent sous deux formes, la forme  dite « liquide » adaptée aux surfaces horizontales et la forme thixotropique en « gel » qui est quant à elle davantage destinée à une mise en œuvre verticale ou sous-plafond (ne coule pas).
Elle est conditionnée en tube de colle classique (usage domestique), en cartouche pour pistolet, en pot pour les grandes quantités ou en spray.

## Confusion possible quant aux dénominations
Les colles néoprène dont il est question ici ne doivent pas être confondues avec les colles sous la dénomination « colle type néoprène » qui ont certaines caractéristiques communes avec les premières mais n'ont pas la même composition. La confusion liée à la dénomination trompeuse de ces colles ainsi qu'à la différence de composition par rapport aux colles imitées peut s'avérer très problématique lors du collage de certains matériaux. En effet, la « colle type néoprène » peut être inefficace là où la « colle néoprène » ne poserait aucun problème de collage.
Il est à noter que les colles de type contact ne désignent pas exclusivement les colles néoprène mais aussi toutes les autres colles caractérisées par une forte adhérence instantanée.

## Précautions
La plupart des colles néoprène contiennent des solvants volatils et inflammables, il est prudent de les utiliser dans un local aéré et éventuellement de porter un masque protégeant le nez et la bouche des émanations.

## Application
- Encoller les deux surfaces au moyen d'une spatule (couche mince et régulière d'environ 150 grammes au mètre carré).
- Si le support est poreux, procéder à un double encollage de la surface : la première couche pénétrera dans le support et la seconde sera à point pour le collage.
- Séchage : laisser sécher jusqu'à évaporation des solvants (15 à 20 min).
- Lorsque le film de colle semble ne plus coller, réaliser l'assemblage. Attention, la prise est immédiate.